# Chiara Ingrao
Chiara Ingrao (née le 25 avril 1949 à Rome) est une femme politique, syndicaliste et écrivain italienne, diplômée en langues et littératures étrangères et en interprétariat.

## Biographie
Fille de l'ancien président de la Chambre des députés Pietro Ingrao et de Laura Lombardo Radice, Chiara Ingrao a commencé très jeune son activité politique dans le mouvement étudiant de 1968 et dans le mouvement féministe des premières années de la décennie 1970 puis s'est tournée vers l'activité syndicale (1973-1980), promouvant les premiers noyaux de coordination des femmes dans le syndicat. Elle a rassemblé ses expériences dans le livre Dita di dama (Doigts de dame), récompensé en 2010 par le Prix Alessandro Tassoni.
Entre 1980 et 1983, elle a collaboré à la rédaction et à la mise en scène des programmes de radio de la RAI :  Noi Voi Loro Donna et Ora D. Elle s'engage ensuite dans les mouvements pour la paix European Nuclear Disarmament, 10 marzo (dont elle est une des fondatrices), 1990: Time for Peace, et comme porte-parole de l'Associazione per la pace. En 1990, elle a été l'un des six pacifistes italiens en mission de paix à Bagdad qui ont réussi à faire libérer 70 otages italiens ; elle contribue aux premières initiatives communes entre pacifistes israéliens et palestiniens et les militants de la paix et au mouvement contre la guerre en Irak. Par la suite elle rassemble ces expériences dans le livre Salaam Shalom Diario da Gerusalemme, Baghdad e altri conflitti.
En 1992, elle est élue à la Chambre des députés, où elle reste jusqu'en 1994. Elle s'engage également de façon active dans le mouvement pour la paix dans les Balkans, et figure parmi les promoteurs de la Table ronde de coordination pour gérer l'aide aux populations de l'ex-Yougoslavie. De 1997 à 2001, elle est consultante internationale du Département pour l'égalité des chances entre hommes et femmes et membre du Comité interministériel pour les Droits de l'homme.
En 2003, après la mort de sa mère, Laura Lombardo Radice, elle recueille ses écrits, et raconte son histoire personnelle dans le livre Soltanto una vita. En 2008, elle se lance dans le genre narratif avec le roman Il resto è silenzio, qui se passe en Bosnie-Herzégovine dans les années 1990. Elle est mariée et mère de deux enfants.

## Œuvres
- Chiara Ingrao, Lidia Menapace (sous la direction de), Né indifesa né in divisa, Roma, Gruppo Misto-Sinistra indipendente Regione Lazio, 1988.
- Chiara Ingrao, Salaam Shalom – Diario da Gerusalemme, Baghdad e altri conflitti, Roma, Datanews, 1993.
- Chiara Ingrao, Cristiana Scoppa (sous la direction de), Donne 2000 : a cinque anni dalla conferenza mondiale di Pechino : le cose fatte, gli ostacoli incontrati, le cose da fare, Roma, Presidenza del Consiglio dei ministri, Dipartimento per le Pari Opportunità, 2001.
- Chiara Ingrao, Lidia Menapace (sous la direction de), Diritti e rovesci – I diritti umani dal punto di vista delle donne, Roma, AIDOS, 2001.
- Laura Lombardo Radice; Chiara Ingrao, Soltanto una vita, Milano, Baldini Castoldi Dalai, 2005.
- Chiara Ingrao, Il resto è silenzio, Milano, Baldini Castoldi Dalai, 2007.
- Chiara Ingrao, Dita di dama, Milano, La Tartaruga, 2009.
- Migrante per sempre, Milan, Baldini + Castoldi, 2019.